# Sanchezja szlachetna
Sanchezja szlachetna (Sanchezia nobilis Lem.) – gatunek roślin z rodziny akantowatych. Występuje w obszarze klimatu tropikalnego w Ameryce Środkowej i Południowej, Afryce i Oceanii.

## Morfologia
PokrójKrzew.
LiścieDuże, o długości do 30 cm, z wyraźnym, żółtawym użyłkowaniem. Swoim wyglądem bardzo podobne do liści afelandry sterczącej.
KwiatyZebrane w gęsty kwiatostan na szczytach pędów. Pojedynczy, żółty kwiat ma długość około 5 cm. Dekoracyjne są również jaskrawoczerwone przysadki o długości 4 cm.

## Uprawa
Sanchezia szlachetna jest uprawiana w niektórych krajach o tropikalnym klimacie jako roślina ozdobna. Wymaga ciepłych i wilgotnych warunków przez cały rok. Rośnie dość szybko, dlatego przycina się ją co roku. Rozmnaża się z sadzonek pędowych. Musi być uprawiana w dość dużym pojemniku. Dobrze radzi sobie w glebie piaszczystej. Najlepiej rośnie w szklarni lub oranżerii. Zimą toleruje bezpośrednie słońce.
W Polsce jest uprawiana w Palmiarni Łódzkiej.

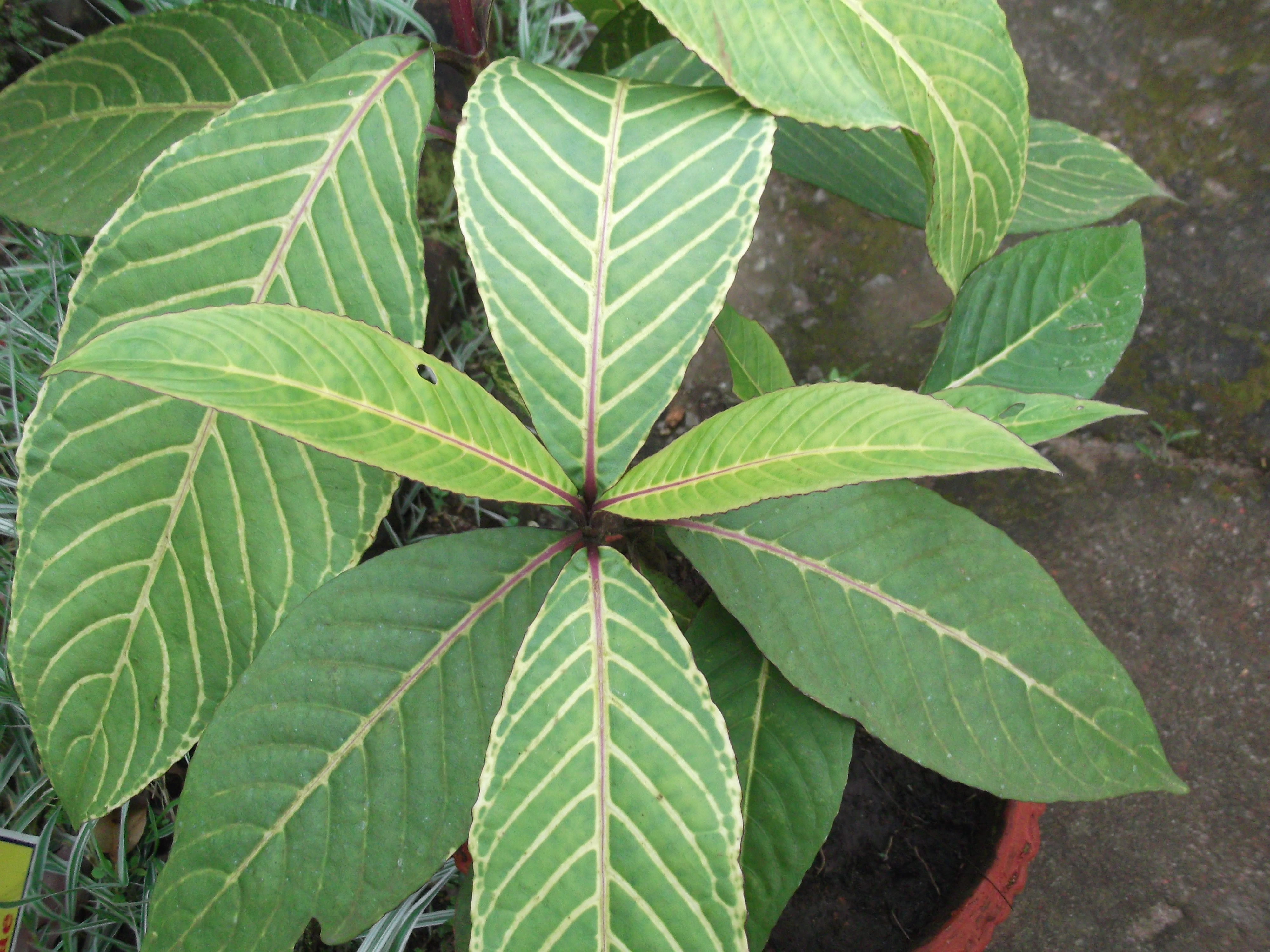
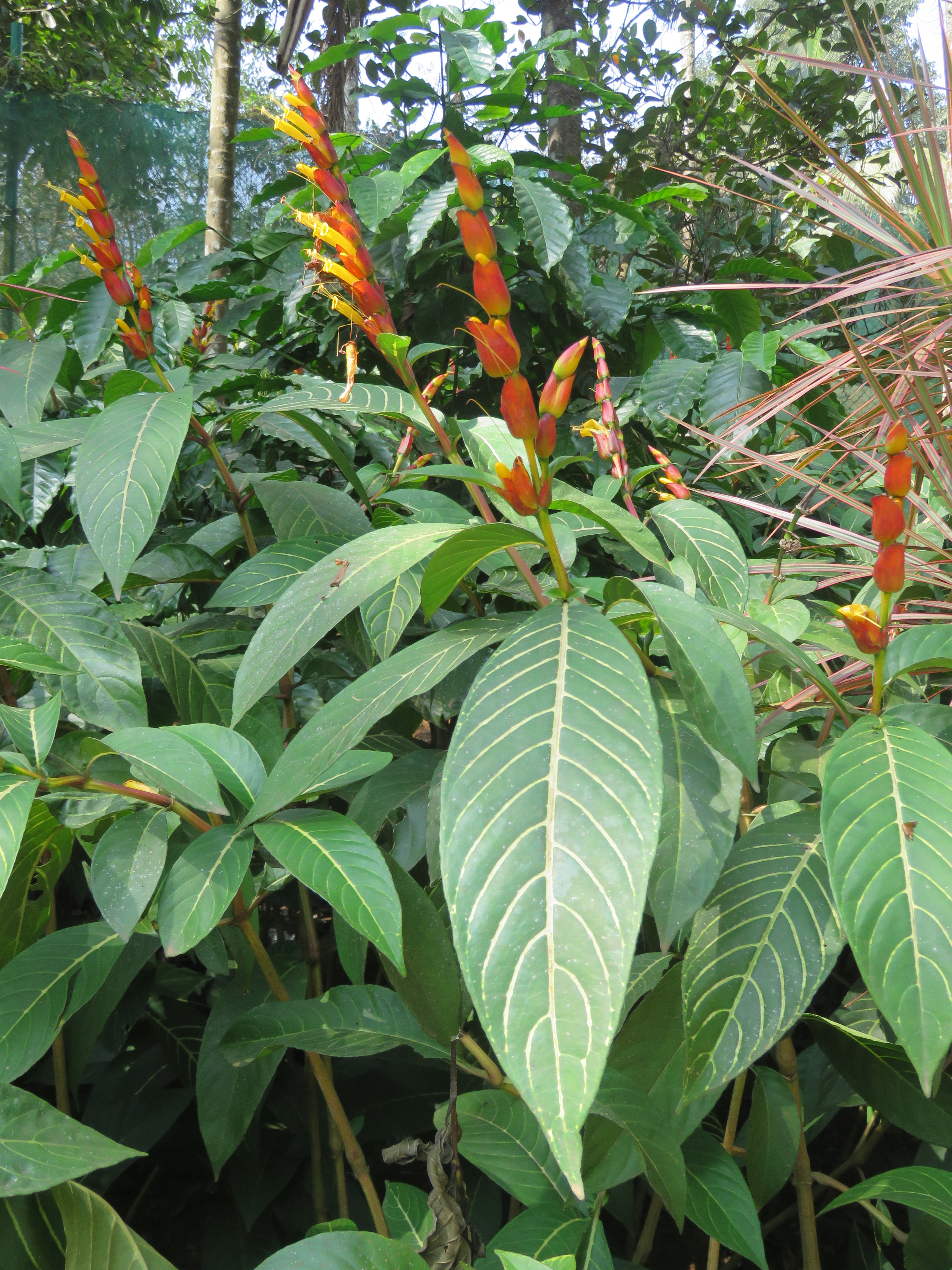
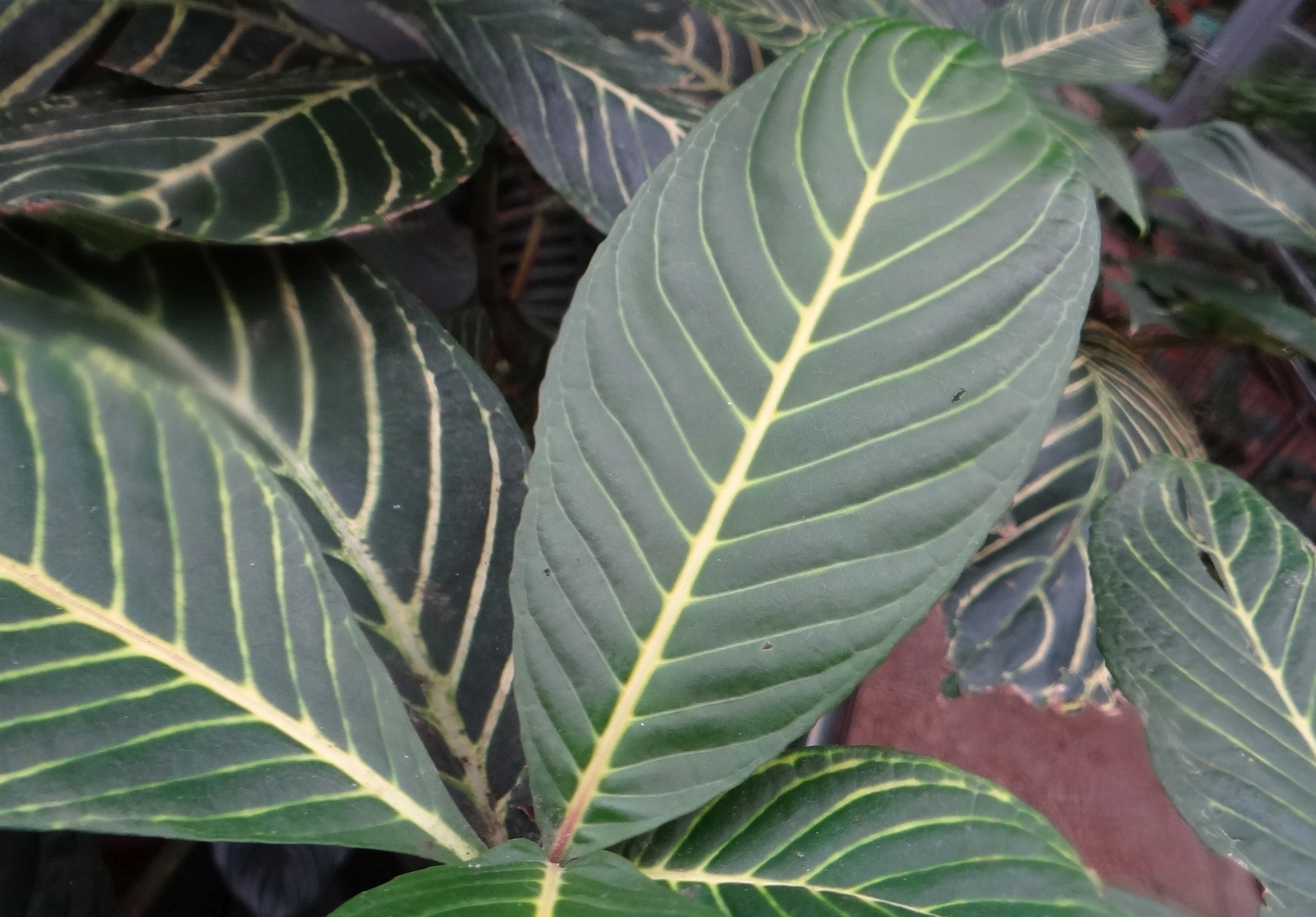
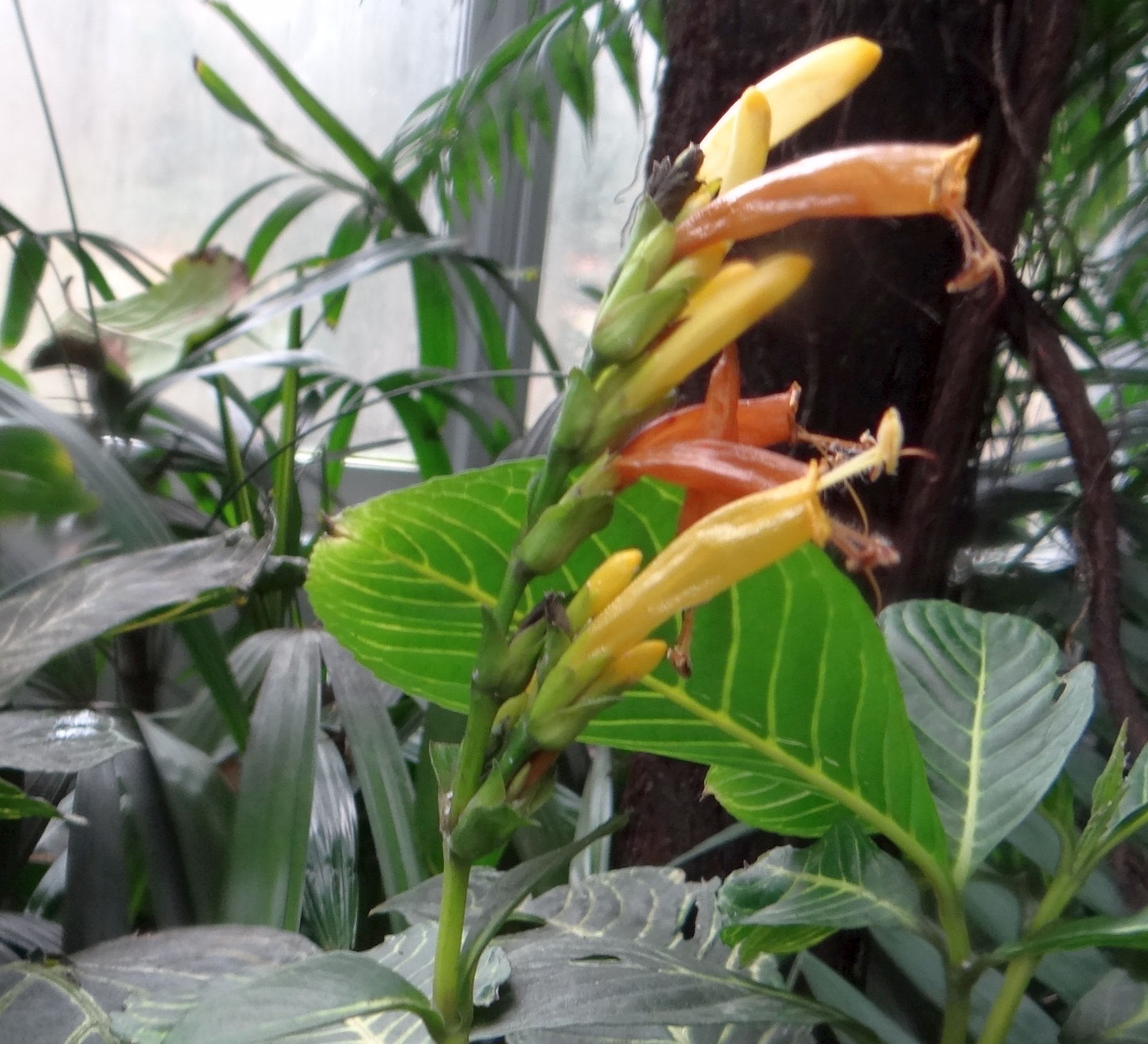
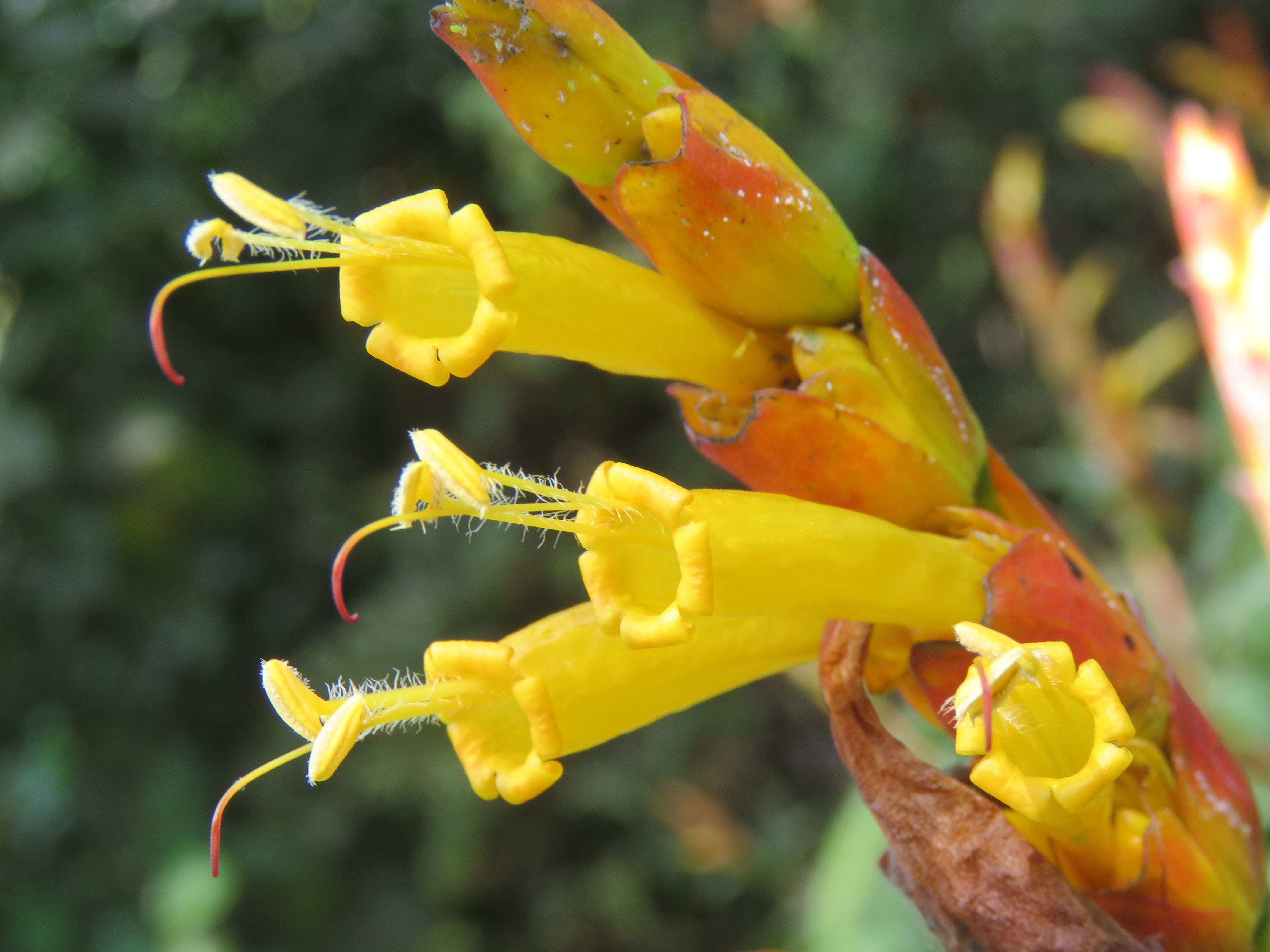